# José Cienfuegos Jovellanos
José Cienfuegos Jovellanos (castellà: José María Cienfuegos Jovellanos)  (Oviedo, 1 de febrer de 1763 - Madrid, 29 d'abril de 1825) va ser un militar i polític espanyol.

## Biografia
Fill de Baltasar González de Cienfuegos, cinquè comte de Marcel de Peñalba, i de Benita Jovellanos, filla de Francisco Gregorio de Jovellanos, alferes major de Gijón, i neta materna del marquès de San Esteban del Mar de Natahoyo. Va estudiar al Col·legi d'Artilleria de Segòvia. Inicia la seva carrera militar com artiller en la presa de Mallorca i com a subtinent en el setge de Gibraltar (1780). En 1793 fou ascendit a tinent i després de lluitar en la Guerra Gran fou ascendit a capità. En 1806, és nomenat director de la fàbrica de municions gruixudes de Trubia. Es casa aquest mateix any amb María del Carmen Argüelles i Cienfuegos.
Durant la Guerra del francès va ser comandant general d'artilleria d'Extremadura durant l'any 1812, on va conferenciar amb el duc de Wellington. Després de la guerra, és nomenat capità general de Cuba (1816-1819) combatent amb decisió als pirates antillans. Va donar nom a la ciutat de Cienfuegos. Durant el Trienni liberal, va ser ministre de la Guerra entre gener i febrer de 1822.